# اللهاية (فلم)
اللهاية (بالإنجليزية: The Pacifier) هو فيلم حركة تم إنتاجه في الولايات المتحدة سنة 2005، من إخراج آدم شانكمان وبطولة فين ديزل.

## طاقم التمثيل
- فين ديزل بدور الملازم شاين وولف، جندي في البحرية.
- فايث فورد بدور جولي بلامر.
- لورين غراهام بدور كلير فليتشير، مديرة مدرسة أولاد عائلة بلامر، عضو سابق في البحرية.
- بريتني سنو بدور زوي بلامر.
- ماكس ثيريوت بدور سيث بلامر.
- مورغان يورك بدور لولو بلامر.
- كيغان ولوغان هوفر بدور بيتر بلامر.
- بو ولوك فينك بدور تايلر بلامر.

## القصة
بعد فشل عضو في قوات البحرية الخاصة في انقاذ عالم اخترع جهاز سري للغاية، تم تعيينه من أجل حماية أطفال هذا العالم وفي نفس الوقت البحث عن الجهاز. وأثناء ذلك توجب عليه أن يتأقلم مع مراهقين ثائرين والعناية بالأطفال.

## الإستقبال

### الاستقبال النقدي
تلقى الفيلم مراجعات سلبية حيث تحصل على نسبة 20% من قبل موقع الطماطم الفاسدة وعلى 30% على موقع ميتاكريتيك.

### شباك التذاكر
تصدر الفيلم شباك التذاكر عند صدوره بادخاله لأرباح تقدر بـ30,552,694 دولار في نهاية أسبوعه الأولى ومايقارب الـ200 مليون دولار إجمالا.

## وصلات خارجية
- مقالات تستعمل روابط فنية بلا صلة مع ويكي بيانات

1. ↑  "معلومات عن اللهاية (فيلم) على موقع synchronkartei.de". synchronkartei.de. مؤرشف من الأصل في 2019-12-12.
2. ↑  "معلومات عن اللهاية (فيلم) على موقع filmweb.pl". filmweb.pl. مؤرشف من الأصل في 2018-06-21.
3. ↑  "معلومات عن اللهاية (فيلم) على موقع netflix.com". netflix.com. مؤرشف من الأصل في 2020-03-30.